# Nicovală (os)

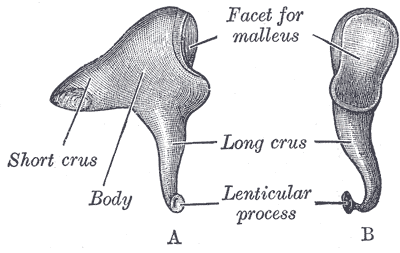
Anatomia nicovalei

Nicovala (latină Incus) este unul dintre oscioarele urechii. Are formă de nicovală și este localizat în urechea medie, făcând legătura dintre ciocan și scăriță. Este alcătuit din capul nicovalei și ramurile superioare și inferioare.  Denumirea din latină, incus, înseamnă chiar „nicovală”.